# Kodium
Kodium (Codium fragile), även kallad gaffelgrenad svamptång eller klykalg är en grönalg som ursprungligen förekom i västra Stilla havet längs Asiens kuster, men som genom påväxt på fartyg eller importerade ostron och barlastvatten har spridit sig till andra delar av världen, däribland nordöstra och nordvästra Atlanten, Australien samt Chile. I flera av de områden dit den introducerats har den kommit att ses som en invasiv art.
Det vetenskapliga artepitet fragile kommer av latinets fragilis och har betydelsen "skör". Släktnamnet Codium kan härledas från grekiskans kodeia har betydelsen "huvud" eller "liten boll".

## Beskrivning
Grönalgen kännetecknas av sin mörkgröna färg, ett grenigt växtsätt och sin svampiga och sega bål. Den växer fäst mot ett underlag, som kan vara en klippa, en sten eller skaldjur som musslor och ostron och kan där den trivs bilda täta bestånd. I svenska vatten blir den 10–30 centimeter lång. Arten kan dock bli längre, upp mot en halv meter lång i ursprungsområdet. Grenarna är omkring 5 millimeter i diameter och beklädda med färglösa hår, som kan göra att grönalgen ser luden ut. 
Grönalgens bål består av inre märgvävnad och ett yttre barkskikt. Det är barkskiktet som ger grönalgen stadga, genom att det består av många små och tätt sittande uppsvällda blåsor, så kallade utrikler. I dessa blåsor finns kloroplaster som innehåller det klorofyll som ger grönalgen dess färg. På utriklarna kan i mikroskop ses små mörkare utskott. Detta är grönalgens han- och honorgan som står för bildandet av könsceller. Den undre märgvävnaden består av långa celltrådar, så kallade slangceller, och är färglös då den saknar kloroplaster. De trådlika slangcellerna ligger slingrade kring varandra och i dem finns flera hundra cellkärnor.

## Ekologi
I svenska vatten växer grönalgen vanligen på 0,5–2 meters djup, men arten kan växa djupare beroende på ljusförhållandena. Den är vanligast på hårdbottnar i skyddade vatten som vikar eller i hamnnar och hällkar, men ibland kan den också växa på mjuka bottnar. Det är en marin art men då den tål en stor variation i salthalt kan den överleva även i brackvatten. Grönalgen är ettårig och kan uppträda i större mängd ett år och i mindre mängd ett annat. Förökningen kan ske både vegetativt och sexuellt.

## Användning
Kodium skördas i Japan för att ätas. Den konserveras genom att torkas eller saltas. Den används även som förpackningsmaterial för fisk- och skaldjursprodukter.

## Invasiv art
Grönalgens egenskap att bilda täta bestånd och dess snabbvuxenhet gör att den kan påverka bottnarna i områden dit den införts. På sikt kan grönalgen förändra bottenstrukturen och algsamhället i ett område genom att konkurrerar ut mindre konkurrenskraftiga inhemska algarter, vilket påtagligt kan påverka områdets ekologi. Bland annat antas etableringen av kodium ha varit en orsak till ålgräsets tillbakagång i europeiska vatten. I nordamerikanska vatten har kodium i vissa områden nästan helt konkurrerat ut de naturliga bestånden av kelp. Ett annat problem med kodium längs den nordamerikanska atlantkusten är att grönalgen kan orsaka skador på ostronodlingar. Då grönalgen växer på ostronen är risken större att ostronen slits loss från sitt underlag av starka strömmar eller vågor och grönalgen kan också försvåra näringsupptaget för ostronen.